# 矢ヶ崎克馬
矢ヶ崎 克馬（やがさき かつま、1943年- ）は、日本の物理学者、琉球大学名誉教授。専攻は物性物理学で、内部被曝の危険性についても研究・発言している。

## 経歴
東京都で生まれ、長野県で育つ。1967年3月、名古屋工業大学計測工学科卒業。1970年3月、広島大学大学院理学研究科修士課程修了。広島大学大学院理学研究科（博士課程）物性学専攻単位取得満期退学。1982年、理学博士（広島大学）。
1974年4月より琉球大学理工学部助手。のち琉球大学理学部助教授・教授、琉球大学極低温センター長、日本学術会議物理学研究連絡委員会委員、琉球大学学生部長、琉球大学理学部長等を歴任。2009年3月、琉球大学を定年退職。同年4月、琉球大学名誉教授称号を授与された。
2003年より、原爆症認定集団訴訟で内部被曝について証言を行った。
2011年3月25-31日、福島市、いわき市、会津若松市、喜多方市、南相馬市、郡山市、飯舘村、北塩原村の8自治体を回り、福島第一原発事故後の、空気中や農地、水などの放射能測定を実施、「現時点でチェルノブイリと同程度の状況にある。さらに深刻化する可能性がある」と述べた。他の発言としては「今は放射能を安定させる技術がなく、封じ込めるしかない。そういう未熟な状態で原子力を使い始めたのがそもそも間違いだ」「沖縄に米軍基地が押し付けられた歴史と、内部被ばくが隠され、福島に原発が押し付けられた歴史は同根」と語った。同年5月20日、衆議院科学技術特別委員会「科学技術、イノベーション推進の総合的な対策に関する件（放射線の健康影響について）」の審議で参考人に招致され、福島第一原発事故による内部被曝の危険性について所見を述べた。
2014年3月11日より一般市民から寄せられた放射能や原発に関する質問に矢ヶ崎克馬本人がインターネット経由で回答する「教えて！矢ヶ崎克馬教授」という不定期連載を開始。

## 研究・著作
- 博士論文 " Magnetic and galvanomagnetic properties of rare earth intermetallic compounds of RAg[1-x]In[x] (R=Gd, Tb, and Dy) " 「希土類金属間化合物RAg[1-x]In[x](R=Gd,Tb及びDy)の磁性と電流磁気効果」広島大学、理学博士、乙第1035号、1982年10月25日
- 『力学入門』裳華房、1994.11
- 文部省科学研究費補助金研究成果報告書 基盤研究(C) 『 (セリウム・希土類)・ルテニウム立方晶ラーベス相金属間化合物の高圧下の超伝導状態』1997-1998年
- 『隠された被曝』新日本出版社、2010.7
- 共著『地震と原発今からの危機』扶桑社、2011.6

## 論文・予稿・寄稿文
- 慶徳進, 矢ヶ崎克馬, 後藤道太, 辰本英二「コバルト薄膜の異方性 : 磁性 (薄膜)」『日本物理学会年会講演予稿集』第24巻、日本物理学会、1969年、48頁、doi:10.11316/jpsgaiyoi.24.3.0_48_1、NAID 110002273481。
- 矢ヶ崎克馬, 三島啓男, 空閑茂起, 岡本哲彦, 辰本英二「1a-GC-8 GdAg_<(1-x)>In_x化合物の磁気変態点の圧力効果」『日本物理学会春季分科会講演予稿集』第1970巻、日本物理学会、1970年、48頁、doi:10.11316/jpsgaiyob.1970.4.0_48_1、NAID 110002030847。
- 矢ヶ崎克馬, 藤井博信, 岡本哲彦「25a-R-5 R(Ag,In)の磁性と伝導現象(II)」『秋の分科会予稿集』第1973巻、日本物理学会、1973年、148頁、doi:10.11316/jpsgaiyok.1973.3.0_148_1、NAID 110002037861。
- 矢ヶ崎克馬, 上床美也, 嘉手納用和, 藤井博信, 岡本哲彦「2p-SB-13 PrAg_<1-x>In_xの電気抵抗とHall効果」『年会講演予稿集』第37巻、日本物理学会、1982年、99頁、doi:10.11316/jpsgaiyod.37.3.0_99_2、NAID 110002151324。
- 矢ヶ崎克馬「29a-KP-2 量子状態で整理した周期律表」『年会講演予稿集』第38巻、日本物理学会、1983年、212頁、doi:10.11316/jpsgaiyod.38.4.0_212_1、NAID 110002133437。
- 矢ヶ崎克馬, 幾島康夫, 照屋全次, 当山忠久「市販の教育実験用装置によるブランク定数の測定」『琉球大学理学部紀要』第36号、琉球大学理学部、1983年9月、15-23頁、ISSN 0286-9640、NAID 120001374922。
- 矢ヶ崎克馬「25a-F-8 U_6Feの超伝導相における異常磁性」『春の分科会講演予稿集』第1991巻、日本物理学会、1991年、87頁、doi:10.11316/jpsgaiyoa.1991.3.0_87_2、NAID 110001905955。
- 比嘉美幸, 前川恒久, 仲間隆男, 矢ヶ崎克馬「熱電能測定装置の磁場較正」『日本物理学会講演概要集. 秋の分科会』第1995巻、日本物理学会、1995年、128頁、doi:10.11316/jpsgaiyoj.1995.3.0_128_1、NAID 110002056206。
- 小濱俊郎, 島袋亮治, 新谷和雅, 大吉隆文, BURKOV A.T, 仲間隆男, 矢ヶ崎克馬「2a-W-8 RRu_2の物性」『日本物理学会講演概要集』第53巻、日本物理学会、1998年、464頁、doi:10.11316/jpsgaiyo.53.1.3.0_464_2、NAID 110002205672。
- 仲間隆男, 大吉隆文, 辺土正人, 玉城純孝, 内間清晴, BurkovA.T., 矢ヶ崎克馬「高温領域の熱電能・電気抵抗率測定システムの開発」『琉球大学理学部紀要』第66号、琉球大学理学部、1998年9月、11-20頁、ISSN 02869640、NAID 120001374899。
- 大吉隆文, Heinrich A., Schumann J., 仲間隆男, Burkov A.T., 矢ヶ崎克馬「29a-PS-33 Cr-Si薄膜のアモルファスおよびナノクリスタル状態における電子輸送特性」『日本物理学会講演概要集』第54巻、日本物理学会、1999年、316頁、doi:10.11316/jpsgaiyo.54.1.2.0_316_1、NAID 110002220350。
- 仲間隆男, 高江洲義尚, 美差正卓, 下地由子, 矢ヶ崎克馬, 名嘉節, 松下明行, 山田裕「29aPS-28 ホイスラー型合金 Fe_2VAl の熱電能」『日本物理学会講演概要集』第58巻、日本物理学会、2003年、430頁、doi:10.11316/jpsgaiyo.58.1.3.0_430_1、NAID 110002217080。
- 矢ヶ崎克馬「劣化ウラン弾汚染の危険性」『前衛』第772号、日本共産党中央委員会、2004年2月、114-125頁、ISSN 13425013、NAID 40006056925。
- 矢ヶ崎克馬「29pZA-2 「小規模研究室」を守り充実させるために(29pZA 物理と社会シンポジウム:国策としての科学の現在と将来,物理と社会)」『日本物理学会講演概要集』第61巻、日本物理学会、2006年、971頁、doi:10.11316/jpsgaiyo.61.1.4.0_971_1、NAID 110007180037。
- 矢ヶ崎克馬「論考 原爆投下後の放射性降下物(上)DS86は、どのようにして無視したか」『月刊保団連』第915号、全国保険医団体連合会、2006年10月、62-65頁、ISSN 02885093、NAID 40007440154。
- 矢ヶ崎克馬「内部被曝を封印したDS86を批判する」『月刊保団連』第932号、全国保険医団体連合会、2007年4月、60-64頁、ISSN 02885093、NAID 40015323679。